# Lijst van nummer 1-hits in Frankrijk in 2002
Deze hits stonden in 2002 op nummer 1 in de SNEP Single Top 100, de bekendste hitlijst in Frankrijk.
| Datum        | Artiest                                | Titel                                       |
| ------------ | -------------------------------------- | ------------------------------------------- |
| 5 januari    | Star Academy                           | La musique                                  |
| 12 januari   | Star Academy                           | La musique                                  |
| 19 januari   | Star Academy                           | La musique                                  |
| 26 januari   | Star Academy                           | La musique                                  |
| 2 februari   | Star Academy                           | La musique                                  |
| 9 februari   | Olivia Ruiz, Jenifer & Carine Haddadou | Gimme! Gimme! Gimme! (A man after midnight) |
| 16 februari  | Olivia Ruiz, Jenifer & Carine Haddadou | Gimme! Gimme! Gimme! (A man after midnight) |
| 23 februari  | Marc Lavoine & Cristina Marocco        | J'ai tout oublié                            |
| 2 maart      | Marc Lavoine & Cristina Marocco        | J'ai tout oublié                            |
| 9 maart      | Rohff                                  | Qui est l'exemple?                          |
| 16 maart     | Rohff                                  | Qui est l'exemple?                          |
| 23 maart     | Rohff                                  | Qui est l'exemple?                          |
| 30 maart     | Shakira                                | Whenever, wherever                          |
| 6 april      | Shakira                                | Whenever, wherever                          |
| 13 april     | Shakira                                | Whenever, wherever                          |
| 20 april     | Shakira                                | Whenever, wherever                          |
| 27 april     | Johnny Hallyday                        | Tous ensemble                               |
| 4 mei        | Bratisla Boys                          | Stach stach                                 |
| 11 mei       | Bratisla Boys                          | Stach stach                                 |
| 18 mei       | Bratisla Boys                          | Stach stach                                 |
| 25 mei       | Bratisla Boys                          | Stach stach                                 |
| 1 juni       | Bratisla Boys                          | Stach stach                                 |
| 8 juni       | Bratisla Boys                          | Stach stach                                 |
| 15 juni      | Marlène Duval & Phil Barney            | Un enfant de toi                            |
| 22 juni      | Marlène Duval & Phil Barney            | Un enfant de toi                            |
| 29 juni      | Marlène Duval & Phil Barney            | Un enfant de toi                            |
| 6 juli       | Bratisla Boys                          | Stach stach                                 |
| 13 juli      | Félicien                               | Cum-cum mania                               |
| 20 juli      | Indochine                              | J'ai demandé à la lune                      |
| 27 juli      | Bratisla Boys                          | Stach stach                                 |
| 3 augustus   | Bratisla Boys                          | Stach stach                                 |
| 10 augustus  | Bratisla Boys                          | Stach stach                                 |
| 17 augustus  | MC Solaar                              | Inch'Allah                                  |
| 24 augustus  | MC Solaar                              | Inch'Allah                                  |
| 31 augustus  | MC Solaar                              | Inch'Allah                                  |
| 7 september  | MC Solaar                              | Inch'Allah                                  |
| 14 september | Las Ketchup                            | The ketchup song (Aserejé)                  |
| 21 september | Las Ketchup                            | The ketchup song (Aserejé)                  |
| 28 september | Las Ketchup                            | The ketchup song (Aserejé)                  |
| 5 oktober    | Las Ketchup                            | The ketchup song (Aserejé)                  |
| 12 oktober   | Las Ketchup                            | The ketchup song (Aserejé)                  |
| 19 oktober   | Las Ketchup                            | The ketchup song (Aserejé)                  |
| 26 oktober   | Las Ketchup                            | The ketchup song (Aserejé)                  |
| 2 november   | Las Ketchup                            | The ketchup song (Aserejé)                  |
| 9 november   | Las Ketchup                            | The ketchup song (Aserejé)                  |
| 16 november  | Johnny Hallyday                        | Marie                                       |
| 23 november  | Las Ketchup                            | The ketchup song (Aserejé)                  |
| 30 november  | Whatfor                                | Plus haut                                   |
| 7 december   | Las Ketchup                            | The ketchup song (Aserejé)                  |
| 14 december  | Johnny Hallyday                        | Marie                                       |
| 21 december  | Johnny Hallyday                        | Marie                                       |
| 28 december  | Star Acadeamy 2                        | Paris-latino                                |